# Richard Lund
Olof Richard Lund (ur. 9 lipca 1885 w Göteborgu, zm. 27 września 1960 w Mölndal) – szwedzki aktor filmowy i teatralny. Debiut aktorski miał w 1904 roku w Stora Teatern (Göteborg), a następnie na przestrzeni lat 1912–1952 wystąpił w 73 produkcjach filmowych. Największy rozwój jego kariery przypadł na czas trwania ery kina niemego. Do jego najbardziej znanych ról można zaliczyć sir Archiego z filmu Skarb rodu Arne w reżyserii Mauritza Stillera.

## Filmografia
- Ett hemligt giftermål (1912)
- Löjen och tårar (1913)
- Lady Marions sommarflirt (1913)
- Blodets röst (1913)
- Livets konflikter (1913)
- Ingeborg Holm (1913)
- Prästen (1914)
- Dömen icke (1914)
- Strajk (Strejken) (1914)
- Bra flicka reder sig själv (1914)
- Hjärtan som mötas (1914)
- I prövningens stund (1915)
- Havsgamar (1916)
- Skarb rodu Arne (Herr Arnes pengar) (1919)
- Klasztor w Sandomierzu (Klostret i Sendomir) (1920)